# Edil.Pro
Edil.Pro S.p.A. - Società per lo Sviluppo di Programmi di Ricerca di progettazione e Coordinamento Esecutivo per l'Edilizia, era una società italiana che operava nel settore dell'ingegneria civile. Era parte del gruppo IRI-Italstat.

## Storia
Edil.Pro nasce il 12 gennaio 1978 ricevendo da Italstat le attività di studio, progettazione e coordinamento esecutivo avviate nel settore dell'edilizia sociale e abitativa.
Nel 1985 diventa la concessionaria del Ministero dei lavori pubblici per l'attuazione di un programma da 1450 miliardi di lire relativo alla costruzione di diverse strutture e complessi edilizi da destinare all'uso di caserme per l'Arma dei Carabinieri e ad uso penitenziario
(Legge 16/85 - Concessione 1463/1985).
Nel 1992, viene creata Iritecna ed in Edil.Pro vengono incorporate:
- la concessionaria del Ministero delle poste e delle telecomunicazioni, Italposte
- la concessionaria del Ministero della marina mercantile, Itabo
- Svei

Nel 1995 diventa Servizi Tecnici S.p.A., che poi verrà fusa in Fintecna e messa in liquidazione.

## Riconoscimenti
Premio Compasso d'oro  nel 1987 per l'unità abitativa pronto impiego “MPL Modulo Pluriuso” di Pierluigi Spadolini.